# Tempo (radio)
Pour les articles homonymes, voir Tempo (homonymie).
Tempo est une radio locale commerciale du Nord-Finistère en Bretagne.
Basée à Henvic en Pays de Léon, elle cumule 30 000 auditeurs quotidiens (source Médiamétrie), fait partie des Indés Radios et est adhérente du syndicat SIRTI. On peut l'écouter sur la région de Brest en 88.6 et sur la région de Morlaix en 101.2, mais également en direct sur son site internet.
Le 17 juin 2013, après acquisition de la SARL Polycom (Tempo, La Radio) par la station de radio Vendéenne « Alouette », « Tempo, La Radio » devient « Tempo, programme Alouette ».

## Historique de Tempo, La Radio
Tempo est née le 1er octobre 1984 à l’initiative de Marie-Jo et Gilbert Le Gac, animateurs professionnels depuis de nombreuses années (bals publics, bals de Noces, animations de magasins, grandes surfaces, villes, défilés de Mode, etc.). Elle s'appelait alors Radio H, comme la première lettre de Henvic, commune où se situe toujours la station.
Le 1er septembre 2006,  «Tempo FM » diffuse l'intégralité de son programme 24 h/24 grâce à un automate de la Société Radio Diffusion System.
Le 1er juillet 2007, « Tempo FM » change de nom avec l'accord du CSA, en vue de la future Radio Numérique, pour s'appeler désormais « Tempo, La Radio ».
À noter qu'au sondage Médiamétrie, paru le 26 juillet 2007 sur les 13 ans et +, du lundi au vendredi, de 5 h 00 à minuit, « Tempo » est la Radio la plus écoutée des 47 radios du Finistère en DEA[Lequel ?], avec donc une durée d'écoute de 2h43 en moyenne par auditeur et par jour.
Le 17 juin 2013, après acquisition de la SARL Polycom (Tempo, La Radio) par la station de radio Vendéenne « Alouette », « Tempo, La Radio » devient « Tempo, programme Alouette ». Le fils des créateurs reste dans la nouvelle équipe, tandis que les ex-gérants quitte la station, et continue l'animation de mariage et soirée diverses dans le pays Morlaix via Gilbert Animation.

## Animateurs
- Marie-José Le Gac[1] ;
- Gilbert Le Gac[2] ;
- Mikaël Le Gac[3].
- Yvon Créac'h ( Radio H )

Un programme local reste de rigueur sur les ondes de cette nouvelle extension de diffusion en Bretagne ouest, avec notamment un partenariat avec le journal local « Le Télégramme » pour les flashs infos du matin.

### Programmes
- Le Morning: Marie-Jo propose des infos locales réalisées d'après le quotidien Ouest-France, la météo et la météo marine, et également de nombreuses infos services, rubriques et chroniques. Après vient la relève avec Gilbert et « son Orchestre » jusqu'à midi qui propose des infos services, chroniques et rubriques, mais aussi des jeux, ainsi que ses pronostics pour le Quinté du jour.

- L'après-midi: Marie-Jo et Gilbert proposent des infos services, rubriques et chroniques, ainsi que l'arrivée et les rapports du Quinté. Mik l'Atomik vient clore la journée dans l'Atomik Show avec un maximum de nouveautés.

De nombreuses infos locales sont diffusées tout au long de la journée mais également les informations nationales avec des flashs de deux minutes toutes les heures et trois journaux de six minutes, ces derniers étant réalisés par la société Good News Presse et livrés par FTP.
Durant les dernières années de diffusion du programme de « Tempo, La Radio », la matinale ce composait de 2 flash locaux, à 7h45 et 8h45 avec Gilbert qui animait également la matinale de 7h à 10h (avec les infos loisirs, et le ticket tempo (quinté)). Mick faisait ensuite le 10h/12h et le 14h/18h.

### Programmation musicale
La programmation musicale est composée à 50 % de chansons françaises, des années 1980 à nos jours avec un maximum de nouveautés et quelques standards des années 1960 et 1970, visant un public jeune-adulte de 13 à 49 ans. Celle-ci est réalisée par Mick l'Atomik dès 2001. On y retrouve une diversité musicale assez rare en FM, avec des styles: pop, rock, électro-pop, groove, soul, R'n'B, variété, chill-out, jazz...

## Diffusion
La radio Alouette diffuse ses programmes dans tout le nord du Finistère avec 2 fréquences à Morlaix 101.20 FM et Landivisiau/Brest 88.60 FM.